# Llanobius
Llanobius är ett släkte av mångfotingar. Llanobius ingår i familjen stenkrypare.
Kladogram enligt Catalogue of Life:
| Llanobius | \| \| Llanobius dux \| \| \| \| \| \| Llanobius paucispinus \| \| \| \| \| \| Llanobius santus \| \| \| \| |
|           | \| \| Llanobius dux \| \| \| \| \| \| Llanobius paucispinus \| \| \| \| \| \| Llanobius santus \| \| \| \| |
|           | Llanobius dux                                                                                              |
|           | |
|           | Llanobius paucispinus                                                                                      |
|           | |
|           | Llanobius santus                                                                                           |
|           | |